# Magny-le-Désert
 Magny-le-Désert  es una población y comuna francesa, situada en la región de Baja Normandía, departamento de Orne, en el distrito de Alençon y cantón de La Ferté-Macé.

## Demografía
| 1209 | 1127 | 1114 | 1092 | 1210 | 1267 |
| Para los censos de 1962 a 1999 la población legal corresponde a la población sin duplicidades (Fuente: INSEE [Consultar]) |      |      |      |      |      |